# Brookings (Dakota du Sud)
Pour les articles homonymes, voir Brookings.
La ville de Brookings est le siège du comté de Brookings, dans l’État du Dakota du Sud, aux États-Unis. Sa population s’élevait à 22 056 habitants lors du recensement de 2010, estimée à 23 938 habitants en 2017, ce qui en fait la cinquième ville la plus peuplée de l'État.

## Histoire
Fondée en 1857, Brookings doit son nom au juge Wilmot W. Brookings,, qui fut chargé de construire une route reliant la frontière du Minnesota aux rives de la rivière Missouri et qui passe à travers le site où est implantée la ville.

## Géographie
Selon le Bureau du recensement des États-Unis, la municipalité s'étend en 2010 sur une superficie de 13,04 milles carrés (33,77 km2).

## Éducation
Le siège de l'université du Dakota du Sud se situe à Brookings.

## Transports
Brookings possède un aéroport municipal (Brookings Municipal Airport, code AITA : BKX).